# Kuusnõmme
Kuusnõmme är en by (estniska: küla) och en halvö på ön Ösel i Estland. Den ligger i landskapet Saaremaa (Ösel), i den västra delen av landet, 200 km sydväst om huvudstaden Tallinn. Antalet invånare var nio år 2011. Byn och udden ligger i Ösels kommun sedan 2017, dessförinnan tillhörde dem den dåvarande Lümanda kommun.
Halvön som byn ligger på kallas Kuusnõmme poolsaar och ligger utmed Ösels västkust. Den avgränsas i sydväst av viken Kuusnõmme laht och i nordöst av Kiirassaare laht som utgör Kihelkonna lahts innersta del. Utanför udden ligger ön Vilsandi och i sundet däremellan ligger flera småöar såsom Noogimaa och Käkimaa. Stora delar av trakten ingår i Vilsandi nationalpark.
Årsmedeltemperaturen i trakten är 4 °C. Den varmaste månaden är juli, då medeltemperaturen är 18 °C, och den kallaste är februari, med −8 °C.